# Campionato mondiale per club FIVB 2015 (maschile)
Il campionato mondiale per club FIVB 2015 si è svolto dal 27 al 31 ottobre 2015 a Betim, in Brasile: al torneo hanno partecipato sei squadre di club e la vittoria finale è andata per la seconda volta all'Associação Social e Esportiva Sada.

## Regolamento

### Formula
Le squadre hanno disputato una prima fase a gironi con formula del girone all'italiana; al termine della prima fase le prime due classificate di ogni girone hanno acceduto alla fase finale, strutturata in semifinali, finale per il terzo posto e finale.

### Criteri di classifica
Se il risultato finale è stato di 3-0 o 3-1 sono stati assegnati 3 punti alla squadra vincente e 0 a quella sconfitta, se il risultato finale è stato di 3-2 sono stati assegnati 2 punti alla squadra vincente e 1 a quella sconfitta.
L'ordine del posizionamento in classifica è stato definito in base a:
- Numero di partite vinte;
- Punti;
- Ratio dei set vinti/persi;
- Ratio dei punti realizzati/subiti;
- Risultati degli scontri diretti.

## Squadre partecipanti
| Squadra              | Qualificazione                              | Ultima partecipazione                  |
| -------------------- | ------------------------------------------- | -------------------------------------- |
| Capitanes de Arecibo | Wild card                                   | Debutto                                |
| Sada                 | Squadra organizzatrice                      | Campionato mondiale per club FIVB 2014 |
| Al-Ahly              | 1ª al campionato africano per club 2015     | Campionato mondiale per club FIVB 2011 |
| Zenit-Kazan          | 1ª alla CEV Champions League 2015-16        | Campionato mondiale per club FIVB 2012 |
| UPCN                 | 1ª al campionato sudamericano per club 2015 | Campionato mondiale per club FIVB 2014 |
| Paykan               | Wild card                                   | Campionato mondiale per club FIVB 2011 |

## Torneo

### Fase a gironi
| Girone A             | Girone B |
| -------------------- | -------- |
| Capitanes de Arecibo | Al-Ahly  |
| Sada                 | UPCN     |
| Zenit-Kazan          | Paykan   |

#### Girone A

##### Risultati
| 27 ottobre 2015 Ginásio Divino Braga, Betim Durata: 1h:18 - Spettatori: 3 304 | Sada        | 3 - 0 | Capitanes de Arecibo | 25-13, 25-18, 25-20        |
| 28 ottobre 2015 Ginásio Divino Braga, Betim Durata: 1h:47 - Spettatori: 4 603 | Sada        | 1 - 3 | Zenit-Kazan          | 20-25, 18-25, 25-19, 20-25 |
| 29 ottobre 2015 Ginásio Divino Braga, Betim Durata: 1h:12 - Spettatori: 1 531 | Zenit-Kazan | 3 - 0 | Capitanes de Arecibo | 25-19, 25-20, 25-16        |

##### Classifica
| Pos | Squadra              | Pt | G | V | P | SV | SP | Ratio | PF  | PS  | Ratio |
| --- | -------------------- | -- | - | - | - | -- | -- | ----- | --- | --- | ----- |
| 1   | Zenit-Kazan          | 6  | 2 | 2 | 0 | 6  | 1  | 6.000 | 169 | 138 | 1.224 |
| 2   | Sada                 | 3  | 2 | 1 | 1 | 4  | 3  | 1.333 | 158 | 145 | 1.089 |
| 3   | Capitanes de Arecibo | 0  | 2 | 0 | 2 | 0  | 6  | 0.000 | 106 | 150 | 0.706 |

#### Girone B

##### Risultati
| 27 ottobre 2015 Ginásio Divino Braga, Betim Durata: 1h:20 - Spettatori: 598   | Paykan | 3 - 0 | Al-Ahly | 25-19, 25-20, 25-15 |
| 28 ottobre 2015 Ginásio Divino Braga, Betim Durata: 1h:20 - Spettatori: 354   | UPCN   | 3 - 0 | Al-Ahly | 25-23, 25-16, 25-21 |
| 29 ottobre 2015 Ginásio Divino Braga, Betim Durata: 1h:26 - Spettatori: 1 937 | UPCN   | 0 - 3 | Paykan  | 22-25, 22-25, 22-25 |

##### Classifica
| Pos | Squadra | Pt | G | V | P | SV | SP | Ratio | PF  | PS  | Ratio |
| --- | ------- | -- | - | - | - | -- | -- | ----- | --- | --- | ----- |
| 1   | Paykan  | 6  | 2 | 2 | 0 | 6  | 0  | MAX   | 150 | 120 | 1.250 |
| 2   | UPCN    | 3  | 2 | 1 | 1 | 3  | 3  | 1.000 | 141 | 135 | 1.044 |
| 3   | Al-Ahly | 0  | 2 | 0 | 2 | 0  | 6  | 0.000 | 114 | 150 | 0.760 |

### Fase finale
|  | Semifinali  | Semifinali  | Semifinali  |             |      | Finale             | Finale             | Finale             |  |
|  |             |             |             |             |      |                    |                    |                    |  |
|  | Paykan      | Paykan      | 0           |             |      |                    |                    |                    |  |
|  | Paykan      | Paykan      | 0           |             |      |                    |                    |                    |  |
|  | Sada        | Sada        | 3           |             |      |                    |                    |                    |  |
|  | Sada        | Sada        | 3           |             | Sada | Sada               | 3                  |                    |  |
|  |             |             |             |             | Sada | Sada               | 3                  |                    |  |
|  |             |             | Zenit-Kazan | Zenit-Kazan | 1    |                    |                    |                    |  |
|  | Zenit-Kazan | Zenit-Kazan | Zenit-Kazan | Zenit-Kazan | 1    | 3                  |                    |                    |  |
|  | Zenit-Kazan | Zenit-Kazan |             |             |      | 3                  |                    |                    |  |
|  | UPCN        | UPCN        | 0           |             |      | Finale 3º/4º posto | Finale 3º/4º posto | Finale 3º/4º posto |  |
|  | UPCN        | UPCN        | 0           |             |      |                    |                    |                    |  |
|  |             |             |             |             |      |                    |                    |                    |  |
|  |             |             |             |             |      | Paykan             | Paykan             | 2                  |  |
|  |             |             |             |             |      | Paykan             | Paykan             | 2                  |  |
|  |             |             |             |             |      | UPCN               | UPCN               | 3                  |  |

#### Semifinali
| 30 ottobre 2015 Ginásio Divino Braga, Betim Durata: 1h:24 - Spettatori: 1 323 | Zenit-Kazan | 3 - 0 | UPCN | 25-23, 25-21, 25-20 |
| 30 ottobre 2015 Ginásio Divino Braga, Betim Durata: 1h:28 - Spettatori: 4 457 | Paykan      | 0 - 3 | Sada | 19-25, 17-25, 17-25 |

#### Finale 3º posto
| 31 ottobre 2015 Ginásio Divino Braga, Betim Durata: 2h:15 - Spettatori: 1 397 | Paykan | 2 - 3 | UPCN | 25-21, 25-22, 20-25, 23-25, 14-16 |

#### Finale
| 31 ottobre 2015 Ginásio Divino Braga, Betim Durata: 1h:55 - Spettatori: 5 916 | Sada | 3 - 1 | Zenit-Kazan | 25-20, 21-25, 27-25, 25-21 |

## Classifica finale
| Pos | Squadre              |
| --- | -------------------- |
|     | Sada                 |
|     | Zenit-Kazan          |
|     | UPCN                 |
| 4   | Paykan               |
| 5   | Al-Ahly              |
| 5   | Capitanes de Arecibo |

## Premi individuali
| Premio                | Nome               | Squadra     |
| --------------------- | ------------------ | ----------- |
| MVP                   | Yoandy Leal        | Sada        |
| Miglior palleggiatore | William Arjona     | Sada        |
| Miglior opposto       | Maksim Michajlov   | Zenit-Kazan |
| Miglior schiacciatore | Wilfredo León      | Zenit-Kazan |
| Miglior schiacciatore | Todor Aleksiev     | UPCN        |
| Miglior centrale      | Nikolaj Nikolov    | Paykan      |
| Miglior centrale      | Alexander Gucaljuk | Zenit-Kazan |
| Miglior libero        | Sérgio Nogueira    | Sada        |